# サヤエンドウ
サヤエンドウ（英: Field peas, podded pea）とは、エンドウの若いさやを食用とする場合の呼び方である。漢字では莢豌豆・絹莢とも表記される。春から初夏が旬の緑黄色野菜で、さわやかな甘味や食感が特徴。野菜炒めの具材、あるいは味噌汁の具として用いられる。
英語では Field peas（フィールドピース）や Garden pea（ガーデンピー）がサヤエンドウを意味し、Snap pea はスナップエンドウを意味する。未熟な豆を利用する場合は「実えんどう」とも呼ばれ、その代表がグリーンピースである。また、スプラウトの一種の豆苗（とうみょう）はエンドウの若芽である。サヤエンドウを代表するものが、絹さやである。

## 概要
原産地は中央アジア～中近東、地中海沿岸地域とされ紀元前より存在しツタンカーメンの墓から出土するなど、古代ローマやギリシャでも盛んに栽培されていた。ツタンカーメンの墓から発見されたさやが赤紫色の種が後に発芽し、同品種が家庭菜園用として現在売られている。後にインドから中国へ伝わり、日本へ入ったのは8-10世紀ごろと考えられている。平安時代の辞書である「和名抄」に野豆とあるのがエンドウのことだとされる。日本でエンドウが食されるのは江戸時代になってからである。
当初は穀物として長く利用され、13世紀のフランスで初めて若いさやを食すようになった。後にこれがグリーンピースとしての利用になる。日本では明治時代にいたり、欧米から優良な品種が導入されると全国に一気に普及した。
主な旬は4 - 6月とされ、さや全体が鮮やかな緑色で張りがあり、先端の白い日髭の部分がピンとしたものが新鮮で市場価値の高い良品である。

## サヤエンドウの種類
「絹さや」がよく知られるほか、「さとうざや」「スナップエンドウ」はさやまで柔らかく食べられるように品種改良したものである。
絹さや（絹さやえんどう）
品種ではなく、さやの長さが5 - 6 cmくらいのうちに若採りするエンドウ豆の総称。実が生長していない状態で、さやのシャキッとした歯触りと風味を味わう。在来品種としては静岡県の「伊豆赤花」や愛知県の「渥美白花」が知られ、改良品種として「絹小町」「豊成」「成駒三十日」などがある。主にハウス栽培によって通年流通しており、実が見えないくらい平らなものが良い。日本料理やシチューなどの青味に使われる。
大型絹さや
絹さやより大きく10cm以上になる。日本には昭和初期にカナダより輸入された「オランダ大莢」や「仏国大莢」などの品種がある。関西や九州で多く栽培されている。
スナップエンドウ（スナックエンドウ）
アメリカから輸入された品種で、肉厚でやわらかいさやと、ふっくらと生長した実を一緒に味わう。豆が熟してもさやがかたくならず、豆の風味があり甘味が強い。
さとうざや
絹さやを品種改良したもので豆が大きく、さやはやわらかく、生長した実も一緒に味わう。糖度が高いことが名の由来。

## 栄養価
β-カロテンの含有量が多いことから緑黄色野菜に分類される。100グラム (g) あたりの熱量は約36キロカロリー (kcal) で、タンパク質やビタミンB群、ビタミンC、食物繊維も多く含み、脂肪燃焼を助けるといわれるリジンなどの必須アミノ酸も多く含まれている。グリーンピースと比較すると、タンパク質、糖質、食物繊維は少ないが、β-カロテン、ビタミンCについてはかなり多く、ピーマンに匹敵する。旨味成分のグルタミン酸も多く含むため、食べたときに旨味や甘味を感じることができる。

## 保存方法
収穫後は日が経つにつれてかたく筋っぽくなるため、早めに食べきるのが基本である。乾燥に弱いためポリ袋などに入れて冷蔵庫の野菜室で保管するが、美味しく食べられるのは3 - 4日を限度とする。家庭菜園などで大量に採取された場合などは、冷凍で長期保存が可能。この場合は、すじを取り払い、硬めにゆで水分を切って保存容器に入れて冷凍する。1か月くらいはおいしく保存できる。

## 調理方法
和え物、炒め物、卵とじ、汁の実などにして使われる。シャキシャキの食感と色味を生かし、ビタミンCの損失を少なくするため、加熱時間は短めにする。煮物にする場合は火を止める直前に入れる程度。カロテンを効率よくとるために、油と一緒に調理するとよい。下ごしらえは、さやにヘタとすじがある場合は取り除いて、水に2 - 3分浸けてシャキッとさせてから使う。下茹でするときは、茹でた後に冷水に漬けると色がよくなり、風味を味わうならばザルの上にあげておくことで冷ますようにする。

## 栽培
秋に種をまき、苗の状態で冬越をこして春に収穫するもので、4月から6月まで毎日収獲できる。栽培時期は10月下旬から6月で、栽培適温は15 - 20度とされている。栽培はややむずかしく、種まきを適期に行うことが重要となり、早すぎると寒さで傷み、遅すぎると生育が遅れてうまく育たない。種まき時期は、品種や栽培する地域によって差がある。連作障害があり、同じ畑で作付けするには、3 - 5年ほどマメ科作物が作られていない場所で育てる。
育苗ポットで苗作りしてから、あらかじめ苦土石灰などで酸度調整し、本肥を施した畑に畝をつくり、株間約45センチメートル (cm) ごとに定植する。春に暖かくなってくると急に生長しはじめるようになるので、高さ1.5メートル (m) ほどの支柱を立ててツルの巻きひげ絡みつきやすくする。草丈が伸びると花が咲きだし、開花後はすぐに結実して小さなさやができる。サヤエンドウは、開花後1週間ほど経過して、さやの長さが7 - 10 cmになったところで、中の豆が膨らまないうちに収穫する。大きめの鉢やコンテナでも、支柱を立てるように工夫すれば栽培することができる。